# 1994 YA2
1994 YA2 är en asteroid i huvudbältet som upptäcktes 29 december 1994 av den amerikanske astronomen Timothy B. Spahr vid Catalina Station.
Asteroiden har en diameter på ungefär 6 kilometer och den tillhör asteroidgruppen Hansa.